# Postmortem (livro)
Postmortem(Post-mortem no Brasil) é o primeiro livro da escritora norte-americana Patricia Cornwell, publicado pela primeira vez em 1990 e protagonizado pela médica-legista Kay Scarpetta. O livro já recebeu os prêmios Edgar, Creasey, Anthony, Macavity e o Prix du Roman d'aventure.

## Enredo
O livro começa com o assassinato da médica Lori Petersen, ela é a quarta vítima de um misterioso maníaco que mata e estupra mulheres sempre nas noites de sexta-feira, entrando pela janela, e amordaçando as mulheres que morriam por asfixia. Para a polícia e principalmente para o policial Pete Marino, os crimes são cometidos por um louco que sente prazer em matar, mas a médica legista Kay Scarpetta, chefe do Departamento de Medicina de Richmond, na Virgínia, e uma das cidades mais violentas dos EUA, o assassino é uma pessoa perfeitamente normal que ela chama de Sr. Ninguém. O pouco que se sabe sobre o maníaco é que é um não-secretor, ou seja, seu DNA não pode ser descoberta pela saliva e nem mesmo pelo sêmen, o que significa que o assassino pode ser qualquer um dos 22 mil não secretores do sexo masculino em Richmond, e que o assassino possui um estranho odor corporal.
3 das 4 vítimas eram brancas, sendo que a única negra, Cecile Tyler, que era recepcionista, supõe-se morta por engano. Através do exame dos corpos Scarpetta, descobre algumas poucas ligações entre os assassinatos, como por exemplo, as manchas brilhantes que o assassino deixava em tudo o que tocava. Não bastando o mistério das mortes, Kay terá de enfrentar outros problemas, como a sua adversidade por Abby Turnbull, consagrada repórter sensacionalista cuja irmã se tornou a quinta vítima, uma infiltração no computador de seu escritório, e manter sua sobrinha, Lucy longe do universo de violência que domina Richmond. 

### Personagens
- Kay Scarpetta: médica legista de aproximadamente 40 anos, chefe do Departamento de Medicina da Polícia de Richmond, faz o exame dos corpos em busca de pistas sobre os assassinatos.
- Pete Marino: policial experiente, visto por Kay como um homem machista, que enche sua mesa com revistas pornográficas.
- Lucy Scarpetta: sobrinha de Kay, filha de Dorothy, irmã de Kay, Lucy tem 10 anos e uma mente muito desenvolvida para sua idade, possui conhecimentos em informática que fazem com que sua tia suspeite que foi Lucy quem infiltrou-se em seu computador.
- Bill Boltz: policial de quase 40 anos, porém com aparência jovem e atraente, tem um caso secreto com Kay Scarpetta, que descobre-se posteriormente, não é tão secreto assim. Bill se envolve em um escândalo com Abby Turnbull, fazendo com que perca a confiança de Kay, e se torne suspeito por ser um não-secretor.
- Abby Turnbull: repórter sensacionalista que publica informações confidenciais do Depto. de Medicina. A irmã de Abby, Henna Yarborough, foi a quinta vítima do maníaco de Richmond. A polícia suspeitou de que o objetivo do assassino era matar Abby e não a irmã.
- Benton Wesley: agente do FBI enviado a Richmond para ajudar as investigações policiais.
- Amburgey: chefe de polícia que suspeita que Kay esteja facilitando informações à imprensa.
- Matt Petersen: marido de Lori Petersen que se torna suspeito da polícia por ser não-secretor.